# 5331 Ерімомісакі
5331 Ерімомісакі (5331 Erimomisaki) — астероїд головного поясу, відкритий 27 січня 1990 року.
Тіссеранів параметр щодо Юпітера — 3,194.